# پروانه‌ماهی تامپسون
پروانه‌ماهی تامپسون (نام علمی: Hemitaurichthys thompsoni) نام یک گونه از سرده ماهیان نیمه‌چرمی است.